# ITAR-TASS

Logo

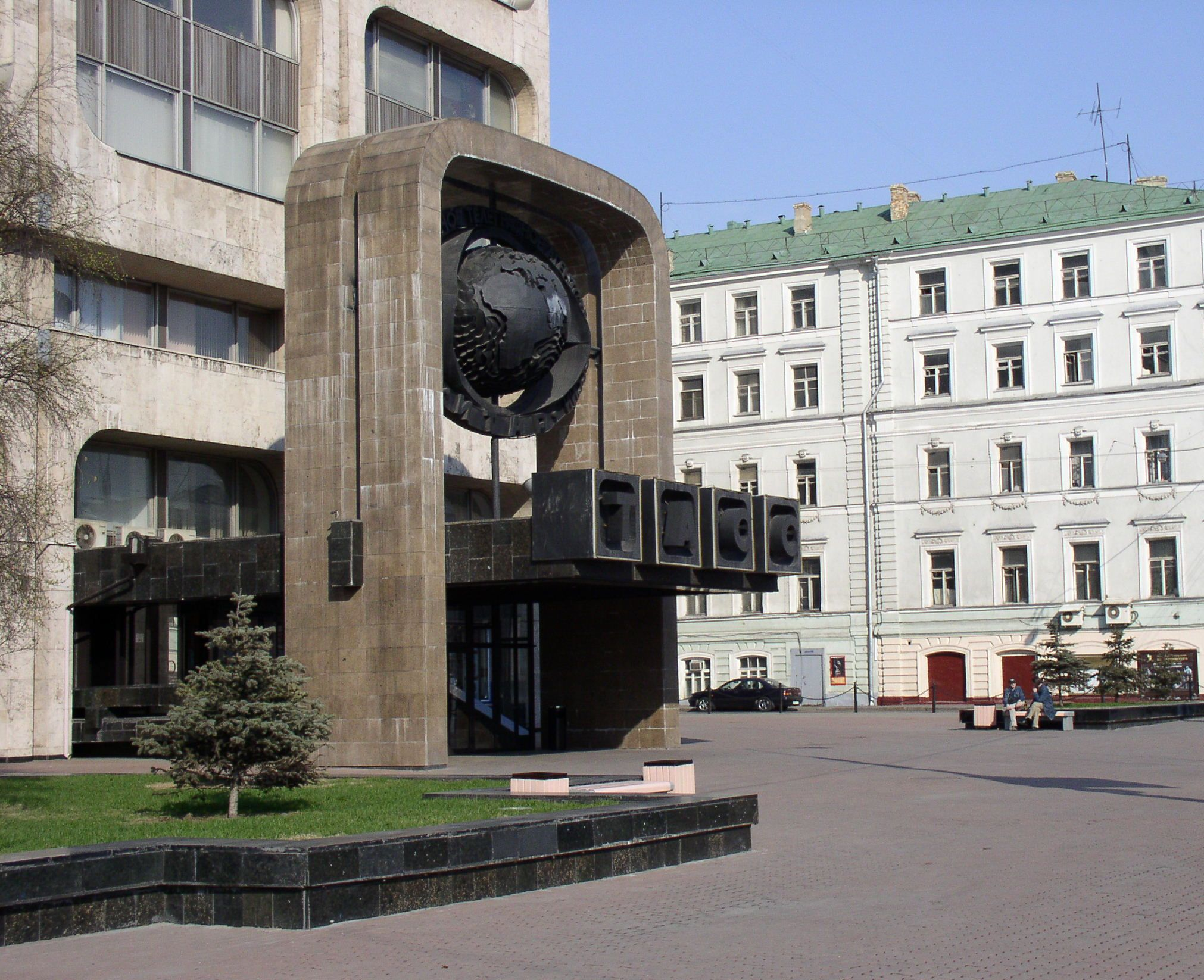
Hoofdkantoor van ITAR-TASS in Moskou

ITAR-TASS, Russisch: ИТАР-ТАСС, volledige naam Informatie-telegraafagentschap van Rusland, Информационное телеграфное агентство России, Informatsionnoje telegrafnoje agentstvo Rossii, is het belangrijkste nieuwsagentschap van Rusland. Het is een staatsbedrijf, waarvan het hoofdkantoor in de hoofdstad Moskou is gevestigd. Het huidige bedrijf ontstond in 1992 uit het staatsagentschap TASS.

## Geschiedenis
De oorsprong van het bedrijf lag in een brief die werd verstuurd door minister van financiën Vladimir Kokovtsov naar de minister van buitenlandse zaken op 26 maart 1904, waarin deze schreef dat "onze handels- en industriële kringen en het Ministerie van Financiën hebben steeds meer belang bij een onafhankelijke uitwisseling van informatie met landen in het buitenland door middel van telegraaf en als een manier om de ontwikkeling van binnenlandse zaken ruim bekend te maken".
In juli 1904 werd een bijeenkomst gehouden voor het opzetten van een officieel telegraafagentschap, het Telegraafagentschap van Sint-Petersburg. Het doel was het verspreiden van politieke, financiële, economische, handels- en andere informatie van openbaar belang binnen het land en het buitenland.... Op 1 september 1904 startte het zijn werk als het officiële nieuwsagentschap van het Russische Rijk.
Op 19 augustus 1914, een dag nadat de naam van de hoofdstad Sint-Petersburg was gewijzigd in Petrograd, werd de naam van het nieuwsagentschap in Telegraafagentschap van Petrograd gewijzigd. Op 7 november 1917 namen de bolsjewieken bezit van het gebouw en op 1 december werd het nieuwsagentschap per decreet het centrale informatieagentschap van de Sovnarkom van de RSFSR.
Op 7 september 1918 werden het Telegraafagentschap van Petrograd en het Persbureau van Sovnarkom, бюро печати, gefuseerd tot het Russisch Telegraafagentschap ROSTA. Op 25 juli 1925 werd dit per decreet van het presidium van het Centraal Uitvoerend Comité van de Sovjet-Unie het Telegraafagentschap van de Sovjet-Unie, Russisch: Телеграфное агентство Советского Союза при кабинете министров СССР, Telegrafnoje Agentstvo Sovetskogo Sojoeza, afgekort tot ТаСС: TASS.
In 1992, na het uiteenvallen van de Sovjet-Unie, werd de naam in Informatie-telegraafagentschap van Rusland veranderd. Door zijn lange geschiedenis als TASS werd en wordt de naam sindsdien tot ITAR-TASS afgekort. De namen TASS en ITAR-TASS worden zowel door het agentschap als door de internationale pers door elkaar gebruikt.
In 2006 werden volgens eigen cijfers per dag 700 pagina's nieuws verzorgd, hetgeen net iets minder is dan tijdens zijn hoogtijdagen in de Sovjet-Unie. Het bedrijf heeft 74 persbureaus en kantoren in Rusland en andere landen van het GOS en 65 persbureaus in 62 andere landen.
Op 16 oktober 2006 werd zakendirecteur Anatoli Voronin, die reeds 23 jaar werkzaam was bij het bedrijf, dood in zijn appartement aangetroffen. Hij was waarschijnlijk met een mes vermoord.